# Mậu Dần
Mậu Dần (chữ Hán: 戊寅) là kết hợp thứ 15 trong hệ thống đánh số Can Chi của người Á Đông. Nó được kết hợp từ thiên can Mậu (Thổ dương) và địa chi Dần (hổ). Trong chu kỳ của lịch Trung Quốc, nó xuất hiện trước Kỷ Mão và sau Đinh Sửu.

## Các năm Mậu Dần
Giữa năm 1700 và 2200, những năm sau đây là năm Mậu Dần (lưu ý ngày được đưa ra được tính theo lịch Việt Nam, chưa được sử dụng trước năm 1967):
- 1758
- 1818
- 1878
- 1938 (31 tháng 1, 1938 — 18 tháng 2, 1939)
- 1998 (28 tháng 1, 1998 — 15 tháng 2, 1999)
- 2058 (24 tháng 1, 2058 — 11 tháng 2, 2059)
- 2118
- 2178